# 天主教洛雷托自治監督區
天主教洛雷托自治監督區（拉丁語：Praelatura Territorialis ab Alma Domo Lauretana）是義大利一個羅馬天主教自治監督區，屬安科納-奧西莫教區。是義大利唯二的自治監督區之一。

## 歷史
1934年9月15日，洛雷托教區被撤銷，聖殿轉為聖座直轄。1935年10月11日成為宗座署理區，1965年6月24日升為自治監督區。

## 現況
監督區位於馬爾凱的洛雷托，面積僅17平方公里。2004年有教友11,150人，佔總人口95.3%。有五個堂區、司鐸四十九名。現任監督為若望·托努奇。